# Thaumatoconcha porosa
Thaumatoconcha porosa is een mosselkreeftjessoort uit de familie van de Thaumatocyprididae. De wetenschappelijke naam van de soort is voor het eerst geldig gepubliceerd in 1985 door Kornicker.